# Monti Lattari

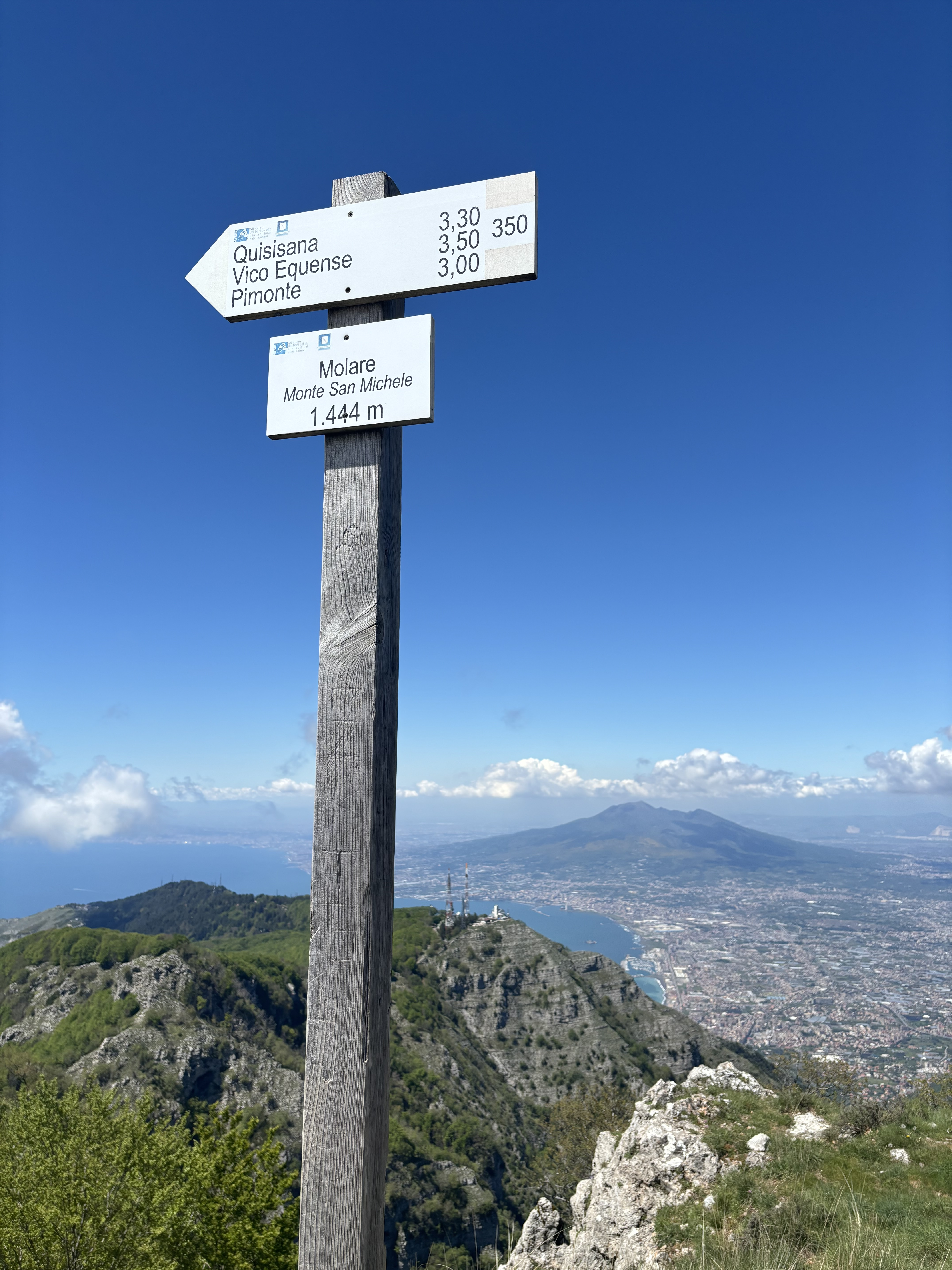
Ausblick auf Monti Lattari und Golf von Salerno

Die Monti Lattari (deutsch: Milchberge) sind eine italienische Berggruppe mit einer Höhe von bis zu 1444 m s.l.m. in der Provinz Salerno und der Metropolitanstadt Neapel in der Region Kampanien. Der Name Monti Lattari kommt von den zahlreichen Milchziegen, die mit dem Klingen ihrer Glöckchen den Besucher schon von weitem auf sich aufmerksam machen.

## Geographie
Die Berge werden von den Ortschaften Positano, Vico Equense, Gragnano, Pimonte, Amalfi, Tramonti, Sant’Egidio del Monte Albino, Vietri sul Mare und Cava de’ Tirreni umschlossen. Die Gebirgsgruppe beinhaltet ein Naturschutzgebiet und gehört zum Regionalpark „Parco regionale dei Monti Lattari“. Von ihnen erschließt sich bei gutem Wetter ein schönes Panorama über den Golf von Salerno sowie den Golf von Neapel. In nördlicher Richtung kann man den Vesuv sehen.
Zahlreiche Quellen entspringen dem porösen Gestein und haben die Felsen blank poliert. Die Energie der Gebirgsbäche wurde in der Vergangenheit in zahlreichen Wassermühlen genutzt (Valle dei Mulini bei Amalfi). Die Wasserläufe sind wie in Amalfi und Atrani für Besucher oft unsichtbar unter dem Pflaster der Straße verborgen und dienen der Trinkwasserversorgung. Bei sehr heftigen und lang andauernden Regenfällen kommt es zum starken Anschwellen der sonst eher gemächlichen Strömung. Die Wucht des anströmenden Wassers kann unter ungünstigen Umständen sehr große Zerstörungskräfte entwickeln und für die Anwohner lebensgefährlich sein.
Die Nordseite des Gebirges ist bewaldet und nicht so stark abfallend, die der Sonneneinstrahlung viel stärker ausgesetzte Südseite ist jedoch an vielen Stellen kahl und mit steil aufragenden Felswänden bestückt. Die Temperaturdifferenz zwischen beiden Seiten kann durchaus bis zu 20 Grad Celsius betragen. Durch den Prozess der Verwitterung kam es am 4. Januar 2002 am Monte Catello zu einem gewaltigen Felsabbruch.

## Geschichte
In der Schlacht am Mons Lactarius im Jahr 552 (oder vielleicht erst Anfang 553) besiegte der oströmische Feldherr Narses im Auftrag des Kaisers Justinian I. den letzten ostgotischen König Teja.

## Erreichbarkeit

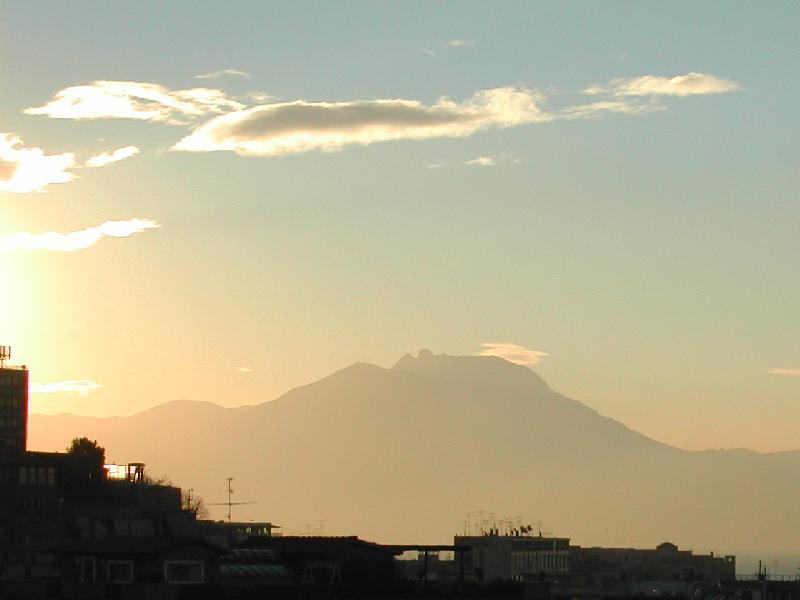
Monte Faito

Mit dem Ausbau des Straßennetzes haben die historischen Wege innerhalb der Monti Lattari weitgehend ihre einstige Bedeutung verloren. Sie werden heute als Wanderwege genutzt, aber auch von den Herden der Milchziegen auf ihrem Weg zu den Weideplätzen. Der wohl bekannteste Wanderweg ist der Sentiero degli Dei (Spazierweg der Götter), welcher auf uralten Wegen auf halber Höhe von Bomerano nach Positano führt und phantastische Fernblicke ermöglicht.
Vom Bahnhof der Ortschaft Castellammare di Stabia kann man mit der Seilbahn direkt auf den Monte Faito gelangen (Naherholungsgebiet für von der Sommerhitze gestresste Napolitaner). Ein gut ausgebautes Netz von Buslinien (SITA) ermöglicht es, nahezu alle Wohnorte in den Monti Lattari zu erreichen. Die bedeutenden Küstenorte sind von Neapel und Salerno aus mit Fährverbindungen erreichbar, an der Nordseite auch per Bahn. Typisch sind lange und anstrengende Treppenaufgänge, die in höhere und abgelegenere Ortsteile führen, welche (noch) autofrei sind. Die Gipfel der Monti Lattari sind hauptsächlich durch Wanderwege erschlossen.

## Weblinks

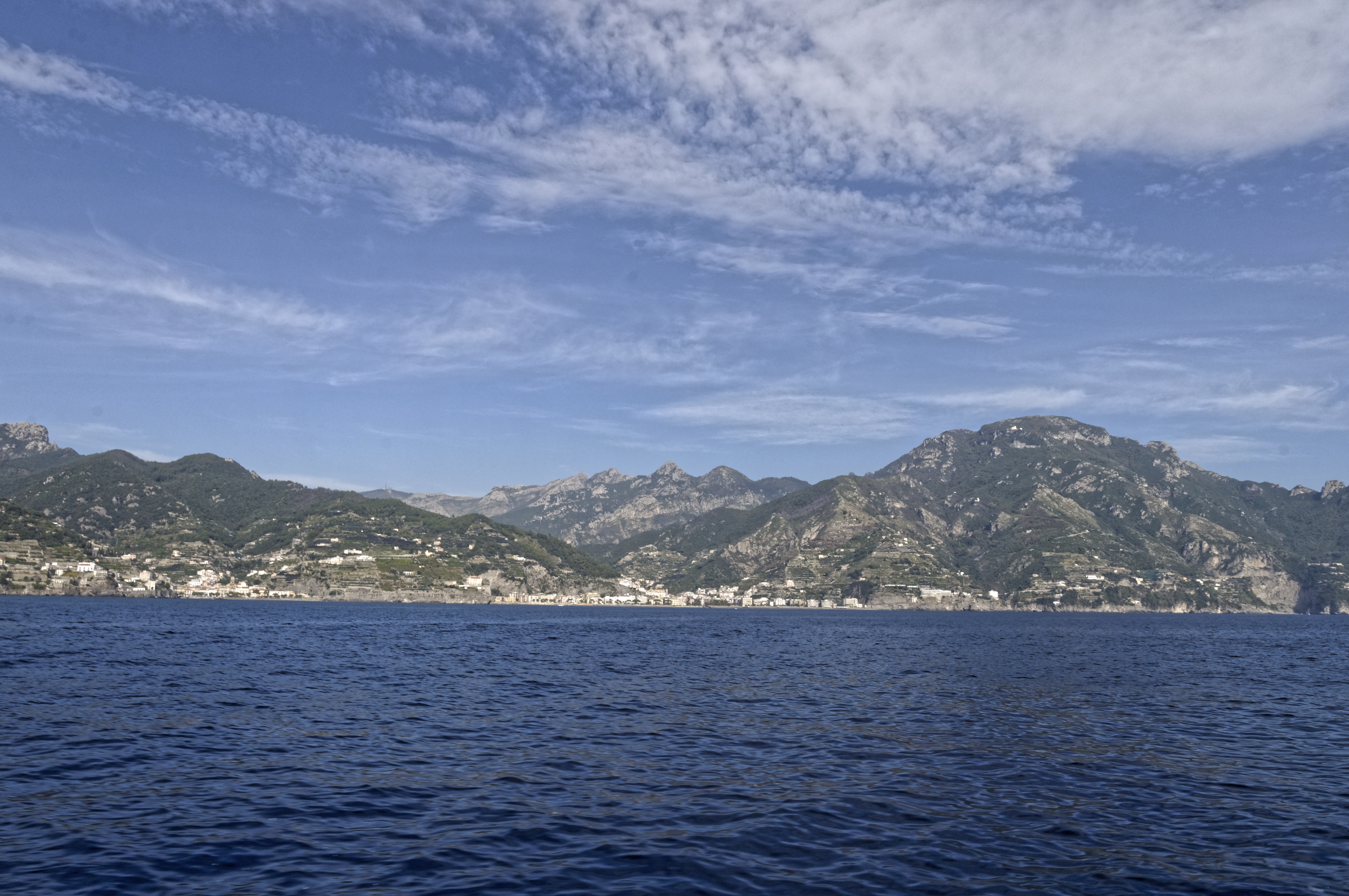
Monte Dell'Avvocata und Bergkette mit dem Monte Finestra

## Gipfel
| Name des Berges           | Höhe (Meter s.l.m.) |
| ------------------------- | ------------------- |
| Monte San Michele         | 1444 m              |
| Monte Cerreto             | 1316 m              |
| Monte Finestra            | 1138 m              |
| Monte Faito               | 1131 m              |
| Monte Sant’Angelo di Cava | 1130 m              |
| Monte Albino              | 1075 m              |
| Monte dell’Avvocata       | 1014 m              |
| Monte San Costanzo        | 0497 m              |